# Lijst van rijksmonumenten in Utrecht (stad)/Plompetorengracht
De stad Utrecht telt in totaal 1.402 inschrijvingen in het rijksmonumentenregister. De Plompetorengracht in het centrum telt 21 rijksmonumenten. Hieronder een overzicht.
| Object                                                                                              | Oorspronkelijke functie? | Bouwjaar              | Architect | Locatie              | Coördinaten?                | Nr.?  | Afbeelding        |
| --------------------------------------------------------------------------------------------------- | ------------------------ | --------------------- | --------- | -------------------- | --------------------------- | ----- | ----------------- |
| Herenhuis met rechte kroonlijst                                                                     | Woonhuis                 |                       |           | Plompetorengracht 1  | 52° 5' 44" NB, 5° 7' 25" OL | 18304 | Meer afbeeldingen |
| Statig grachtenhuis met rechte kroonlijst                                                           | Woonhuis                 |                       |           | Plompetorengracht 5  | 52° 5' 44" NB, 5° 7' 26" OL | 18305 | Meer afbeeldingen |
| Pand oorspronkelijk tot nr 5 behorend, hek en kettingen                                             | Woonhuis                 |                       |           | Plompetorengracht 7  | 52° 5' 45" NB, 5° 7' 26" OL | 18306 | Meer afbeeldingen |
| Statig herenhuis                                                                                    | Woonhuis                 | midden 19e eeuw       |           | Plompetorengracht 9  | 52° 5' 45" NB, 5° 7' 26" OL | 18307 | Meer afbeeldingen |
| Pand met gevel met rechte kroonlijst, gepleisterd                                                   | Woonhuis                 | 17e eeuw              |           | Plompetorengracht 11 | 52° 5' 46" NB, 5° 7' 26" OL | 18308 | Meer afbeeldingen |
| Pand met gevel met rechte getande kroonlijst, zadeldak en topgevels aan de korte zijde, gepleisterd | Woonhuis                 | 17e eeuw              |           | Plompetorengracht 13 | 52° 5' 46" NB, 5° 7' 26" OL | 18309 | Meer afbeeldingen |
| Pand met rechte lijstgevel                                                                          | Woonhuis                 | 19e eeuw              |           | Plompetorengracht 15 | 52° 5' 47" NB, 5° 7' 26" OL | 18310 | Meer afbeeldingen |
| Statig herenhuis, gevel met rechte kroonlijst, breed uitspringende middenpartij                     | Woonhuis                 | 17e-18e eeuw          |           | Plompetorengracht 17 | 52° 5' 48" NB, 5° 7' 26" OL | 18311 | Meer afbeeldingen |
| Pand met lijstgevel met getande rand, einde                                                         | Woonhuis                 | 18e eeuw              |           | Plompetorengracht 21 | 52° 5' 48" NB, 5° 7' 26" OL | 18312 | Meer afbeeldingen |
| Pand met gepleisterde lijstgevel met streng neoclassicistische vormgeving                           | Woonhuis                 | eerste helft 19e eeuw |           | Plompetorengracht 25 | 52° 5' 48" NB, 5° 7' 27" OL | 18313 | Meer afbeeldingen |
| Pand met lijstgevel, vijf ramen breed herenhuis, getande lijst                                      | Woonhuis                 | derde kwart 19e eeuw  |           | Plompetorengracht 27 | 52° 5' 49" NB, 5° 7' 27" OL | 18314 | Meer afbeeldingen |
| Pand met gepleisterde lijstgevel                                                                    | Woonhuis                 | 19e eeuw              |           | Plompetorengracht 29 | 52° 5' 49" NB, 5° 7' 27" OL | 18315 | Meer afbeeldingen |
| Pand met gepleisterde topgevel                                                                      | Woonhuis                 | 17e eeuw              |           | Plompetorengracht 31 | 52° 5' 49" NB, 5° 7' 27" OL | 18316 | Meer afbeeldingen |
| Pand met gevel met rechte kroonlijst op consoles, hoog zadeldak                                     | Woonhuis                 | 17e-18e eeuw          |           | Plompetorengracht 2  | 52° 5' 43" NB, 5° 7' 24" OL | 18317 | Meer afbeeldingen |
| Pand met gevel met rechte kroonlijst en zadeldak                                                    | Woonhuis                 | 17e-19e eeuw          |           | Plompetorengracht 4  | 52° 5' 44" NB, 5° 7' 24" OL | 18318 | Meer afbeeldingen |
| Pand met lijstgevel met een ingangspartij waarboven uitgebouwde kamer, rustend op consoles          | Woonhuis                 | 17e eeuw              |           | Plompetorengracht 10 | 52° 5' 45" NB, 5° 7' 24" OL | 18319 | Meer afbeeldingen |
| Bij nr 10 aansluitend pand met lijstgevel                                                           | Woonhuis                 | 19e eeuw              |           | Plompetorengracht 12 | 52° 5' 45" NB, 5° 7' 24" OL | 18320 | Meer afbeeldingen |
| Pand met strenge neoclassicistische gevel met rechte kroonlijst                                     | Woonhuis                 | begin 19e eeuw        |           | Plompetorengracht 22 | 52° 5' 47" NB, 5° 7' 25" OL | 18321 | Meer afbeeldingen |
| Herenhuis met rechte kroonlijst op consoles rustend, gepleisterd                                    | Woonhuis                 | 17e eeuw              |           | Plompetorengracht 24 | 52° 5' 48" NB, 5° 7' 25" OL | 18322 | Meer afbeeldingen |
| Herenhuis met rechte kroonlijst en fraaie ingangspartij, begin                                      | Woonhuis                 | begin 18e eeuw        |           | Plompetorengracht 26 | 52° 5' 48" NB, 5° 7' 25" OL | 18323 | Meer afbeeldingen |
| Statig herenhuis met rechte kroonlijst                                                              | Werk-woonhuis            | 18e eeuw              |           | Plompetorengracht 18 | 52° 5' 47" NB, 5° 7' 25" OL | 41949 | Meer afbeeldingen |